# 圖氏棕鱸
圖氏棕鱸，為輻鰭魚綱鱸形目鱸亞目棕鱸科的其中一種，分布於亞洲印度曼尼普爾邦淡水流域，被IUCN列為瀕危保育類動物，為熱帶淡水魚類，體長可達5.4公分，棲息在低地山區的溪流底中層水域，生活習性不明。

## 擴展閱讀
維基物種上的相關：圖氏棕鱸